# Бандита (Витербо)
Бандита је насеље у Италији у округу Витербо, региону Лацио.
Према процени из 2011. у насељу је живело 288 становника. Насеље се налази на надморској висини од 339 м.